# گردش آب مصب رودخانه
گردش آب مصب رودخانه‌ها توسط جریان ورودی رود، جزر و مد، باران و تبخیر سطحی، باد و سایر رویدادهای اقیانوسی مانند بالا آمدن آب، گرداب و طوفان‌ها کنترل می‌شود. الگوهای گردش آب مصب رودخانه تحت تأثیر اختلاط عمودی و لایه‌بندی قرار می‌گیرند و می‌توانند بر زمان اقامت و زمان مواجهه تأثیر بگذارند.

## زمان اقامت

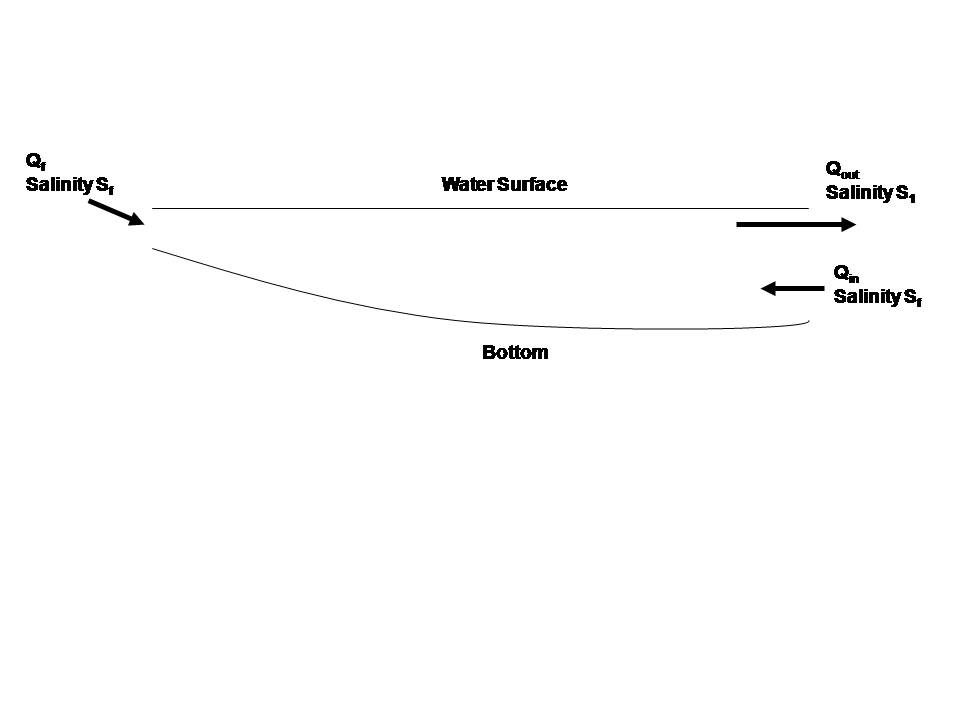
مدل مصب رودخانه

زمان ماندگاری آب، به ویژه در برابر تنش‌های ناشی از فعالیت‌های انسانی، متغیر کلیدی تعیین‌کننده سلامت پای‌رود است. شستشوی سریع تضمین می‌کند که زمان کافی برای تجمع رسوب یا کاهش اشباع اکسیژن در مصب وجود نداشته باشد؛ بنابراین، یک مصب با شستشوی خوب، ذاتاً مقاوم‌تر از یک مصب با شستشوی ضعیف است. زمان ماند همچنین بر پارامترهای دیگری مانند فلزات سنگین، مواد مغذی محلول، مواد جامد معلق و شکوفایی جلبکی که ممکن است بر سلامت مصب‌ها تأثیر بگذارند، تأثیر می‌گذارد.
یک روش ساده برای محاسبه زمان ماندگاری، استفاده از یک مدل کلاسیک و ساده مصب است که می‌تواند برای دستیابی به درک مفهومی از مصب مفید باشد، اما از نظر زمانی و مکانی دقیق نیست. یک مصب کلاسیک دارای اجزای زیر است: ۱) جریان ورودی آب شیرین با دبی Qf و شوری (آب) Sf (عموماً Sf = ۰)؛ ۲) جریان ورودی اقیانوسی با دبی Qin و شوری S0؛ و ۳) جریان خروجی به اقیانوس با دبی Qout و شوری S1. جریان ورودی و خروجی آب برابر است زیرا جرم پایسته است. نمک نیز پایسته است، بنابراین، شارهای ورودی و خروجی شوری نیز برابرند. اگر ورودی‌های آب زیرزمینی و تبخیر نادیده گرفته شوند، معادله پیوستگی به صورت زیر خواهد بود:
Qin S0 + Qf Sf = Qout S1
زمان ماندگاری T برابر است با حجم آب شیرین درون مصب تقسیم بر دبی رودخانه، و می‌توان آن را به صورت تقریبی به صورت زیر بیان کرد:
T = (Vol/ Qf)(1 - S1/ S0 - Sf / S0)
که در آن Vol حجم کل آب درون مصب است.

## مدت زمان قرارگیری در معرض بیماری
زمان ماند، مدت زمانی را در نظر می‌گیرد که طول می‌کشد تا ذرات آب از مصب خارج شوند، با این حال، برخی از ذرات آب که در طول جزر و مد از مصب خارج می‌شوند، ممکن است در طول جزر و مد سیلابی دوباره وارد سیستم شوند. مدت زمانی که یک ذره آب در مصب رودخانه می‌ماند تا زمانی که دیگر برنگردد ، زمان مواجهه نامیده می‌شود. اگر ذرات آب با جزر و مد خارج شوند و با جزر و مد برگردند، زمان قرار گرفتن در معرض تابش می‌تواند بسیار بیشتر از زمان ماندگاری باشد. نسبت بین تعداد ذرات آب برگشتی به مصب و تعداد ذرات آب خروج شده ، ضریب برگشت، r، نامیده می‌شود.
برای تعیین زمان مواجهه، باید گردش آب در خارج از مصب تعیین شود. با این حال، گردش آب در نزدیکی دهانه خور به دلیل فرآیندهای اختلاط جزر و مدی که بین آب‌های خور و اقیانوس رخ می‌دهد، پیچیده است. اگر ساحل ناهموار و دارای دماغه باشد، موزاییکی از میدان‌های جریان پیچیده شامل گرداب‌ها، جت‌ها و مناطق رکود ایجاد می‌شود که الگوهای گردش آب در خارج از مصب را پیچیده‌تر می‌کند.
در مواردی که دلتا (جغرافیا) یا تالاب‌هایی وجود دارند که به چندین نهر جزر و مدی می‌ریزند، مانند خلیج میشنری، استرالیا، آبی که در زمان جزر از یک نهر خارج می‌شود، ممکن است در طول جزر و مد سیلابی وارد مصب دیگری شود. وقتی مجموعه‌ای از مصب‌ها درگیر باشند، اگر جریان جزر و مدی از یک مصب در طول جزر و مد سیلابی دوباره وارد مصب دیگری شود، زمان نوردهی زیادی (بزرگتر از زمان نوردهی هر مصب) رخ خواهد داد. با این حال، در امتداد خط ساحلی ناهموار با دماغه‌ها، اختلاط آب‌های مصب و اقیانوس می‌تواند شدید باشد. وقتی آب مصب از مصب خارج می‌شود، به آب‌های ساحلی سرازیر می‌شود، بنابراین زمان مواجهه و زمان ماندگاری تقریباً برابر است.
در برخی موارد، می‌توان جریان حجم، نمک و دما را در دهانه یک مصب در طول یک چرخه جزر و مدی اندازه‌گیری کرد. با استفاده از این داده‌ها، (1-r) می‌توان محاسبه کرد (r ضریب بازگشت است): این ضریب برابر است با کسری از حجم آب VTP حجم متوسط منشور جزر و مدی) که در هنگام جزر از مصب خارج می‌شود و قبل از ورود مجدد به سیستم با آب‌های ساحلی جایگزین می‌شود. وقتی r = ۱ باشد، همان آب دوباره وارد مصب می‌شود و اگر r = ۰ باشد، آب مصب که در هنگام جزر از مصب خارج شده است، با آب‌های ساحلی که در هنگام جزر وارد مصب می‌شوند، جایگزین شده است. زمان مواجهه τ' به صورت زیر تخمین زده می‌شود:
τ' = Vestuary Ttide / (1-r) VTP
Vestuary. به عنوان میانگین حجم مصب و دوره جزر و مد تعریف می‌شود.
کل جریان آب شور از طریق دهانه رودخانه در طول وقایع جزر و مدی اغلب بسیار بیشتر (اغلب با ضریب ۱۰ تا ۱۰۰) از جریان حجمی ناشی از جریان ورودی رودخانه است؛ بنابراین، اگر اندازه‌گیری‌ها دقیق نباشند، تخمین شار خالص غیرقابل اعتماد خواهد بود. اندازه‌گیری‌های مستقیم ضریب بازگشت اغلب به دلیل رویدادهای اقیانوسی ناپایدار مانند بالاآمدگی، عبور گرداب یا طوفان‌ها پیچیده می‌شوند، بنابراین موفقیت در اندازه‌گیری مستقیم صحیح ضریب بازگشت نادر است.

## اختلاط عمودی و لایه بندی
زمان ماندگاری آب در یک مصب به گردش آب در مصب بستگی دارد که ناشی از اختلاف چگالی ناشی از تغییرات شوری و دما است. آب شیرین با چگالی کمتر روی آب شور و آب گرم‌تر روی آب سردتر (با دمای بیشتر از ۴ درجه سانتیگراد) شناور می‌شود. درجه سانتیگراد). در نتیجه، آب‌های نزدیک سطح و نزدیک کف می‌توانند مسیرهای متفاوتی داشته باشند که منجر به زمان‌های ماند متفاوتی می‌شود.
اختلاط عمودی تعیین می‌کند که شوری (آب) و دما از بالا به پایین چقدر تغییر خواهد کرد و عمیقاً بر گردش آب تأثیر می‌گذارد. اختلاط عمودی در سه سطح رخ می‌دهد: از سطح به پایین توسط نیروهای باد، از کف به بالا توسط تلاطم ایجاد شده در مرز (اختلاط مرزی مصب و اقیانوسی)، و در داخل توسط اختلاط متلاطم ناشی از جریان‌های آبی که توسط جزر و مد، باد و جریان ورودی رودخانه هدایت می‌شوند.
انواع مختلف گردش آب در مصب رودخانه‌ها ناشی از اختلاط عمودی است:

### خور نمکی گوه ای
این مصب‌ها با یک سطح مشترک چگالی تیزبین لایه بالایی آب شیرین و لایه پایینی آب شور مشخص می‌شوند. آب رودخانه در این سیستم غالب است و اثرات جزر و مدی نقش کمی در الگوهای گردش آب دارند. آب شیرین روی آب دریا شناور است و به تدریج با حرکت به سمت دریا رقیق می‌شود. آب دریا که چگالی بیشتری دارد، در امتداد کف به سمت بالای مصب حرکت می‌کند و یک لایه گوه‌ای شکل تشکیل می‌دهد و با حرکت به سمت خشکی، نازک‌تر می‌شود. با ایجاد اختلاف سرعت بین دو لایه، نیروهای برشی امواج داخلی را در سطح مشترک ایجاد می‌کنند و آب دریا را به سمت بالا با آب شیرین مخلوط می‌کنند. به عنوان مثال می‌توان به مصب رودخانه می‌سی‌سی‌پی اشاره کرد.

### خور تا حدی لایه لایه
با افزایش نیروی جزر و مدی، کنترل جریان رودخانه بر الگوی گردش آب در مصب رودخانه کمتر می‌شود. اختلاط آشفته ناشی از جریان، شرایط لایه‌بندی‌شدهٔ متوسطی ایجاد می‌کند. گرداب‌های متلاطم، ستون آب را مخلوط می‌کنند و انتقال جرمی از آب شیرین و آب دریا را در هر دو جهت در سراسر مرز چگالی ایجاد می‌کنند؛ بنابراین، سطح مشترک جداکننده توده‌های آب بالایی و پایینی با یک ستون آب با افزایش تدریجی شوری از سطح به پایین جایگزین می‌شود. با این حال، یک جریان دو لایه هنوز وجود دارد، با حداکثر گرادیان شوری در عمق میانی. مصب‌های نیمه‌لایه معمولاً کم‌عمق و عریض هستند و نسبت عرض به عمق بیشتری نسبت به مصب‌های گوه نمکی دارند. به عنوان مثال می‌توان به رودخانه تیمز اشاره کرد.

### خور همگن عمودی
در این مصب‌ها، جریان جزر و مدی نسبت به دبی رودخانه بیشتر است، که منجر به ستون آب با اختلاط خوب و ناپدید شدن گرادیان شوری عمودی می‌شود. مرز آب شیرین-آب دریا به دلیل اختلاط شدید آشفته و اثرات گردابی حذف می‌شود. نسبت عرض به عمق خورهای عمودی همگن زیاد است، و عمق محدود آن، برش عمودی کافی در کف دریا ایجاد می‌کند تا ستون آب را به‌طور کامل مخلوط کند. اگر جریان‌های جزر و مدی در دهانه یک مصب به اندازه کافی قوی باشند که اختلاط آشفته ایجاد کنند، اغلب شرایط همگن عمودی ایجاد می‌شود.

### فیوردها
آبدره‌ها نمونه‌هایی از مصب‌های بسیار لایه‌بندی‌شده هستند؛ آن‌ها حوضه‌هایی با آستانه‌ها هستند و جریان آب شیرین ورودی آن‌ها بسیار بیشتر از تبخیر است. آب اقیانوسی در یک لایه میانی وارد شده و با آب شیرین مخلوط می‌شود. آب شور حاصل سپس به لایه سطحی صادر می‌شود. ممکن است جریان آهسته‌ای از آب دریا از روی آستانه جریان یابد و به کف آبدره (لایه عمیق) فرورود، جایی که آب تا زمانی که توسط طوفان‌های گاه به گاه شسته شود، راکد می‌ماند.

### خور معکوس
مصب‌های معکوس در آب و هوای خشک رخ می‌دهند که در آن تبخیر به میزان قابل توجهی از جریان آب شیرین ورودی بیشتر است. یک منطقه با حداکثر شوری تشکیل می‌شود و آب رودخانه‌ای و اقیانوسی هر دو از نزدیکی سطح به سمت این منطقه جریان می‌یابند. این آب به سمت پایین رانده می‌شود و در امتداد کف، هم به سمت دریا و هم به سمت خشکی پخش می‌شود. حداکثر شوری می‌تواند به مقادیر بسیار بالایی برسد و زمان ماندگاری می‌تواند چندین ماه باشد. در این سیستم‌ها، منطقه حداکثر شوری مانند یک مانع عمل می‌کند و از اختلاط آب‌های مصب و اقیانوس جلوگیری می‌کند تا آب شیرین به اقیانوس نرسد. آب با شوری بالا به سمت دریا فرومی‌رود و از مصب رودخانه خارج می‌شود.
مصب‌های معکوس همچنین در آب و هوای مرطوب با بارندگی زیاد رخ می‌دهند، جایی که ورودی آب شیرین به منطقه ساحلی در انتهای رو به دریا مصب بیشتر است. به عنوان مثال می‌توان به خلیج سانیچ (یک آبدره) در ساحل جنوب شرقی جزیره ونکوور اشاره کرد. در اینجا، ورودی آب شیرین از رودخانه‌های فریزر و کوویچان، که در نزدیکی و خارج از فیورد قرار دارند، بیشتر از رودخانه‌های کوچک‌تری است که به فیورد می‌ریزند. گردش خون حاصل در داخل فیورد بسیار ضعیف است و عموماً برعکس گردش خون مثبت مصب رودخانه است.